# Johann Heinrich Bremi

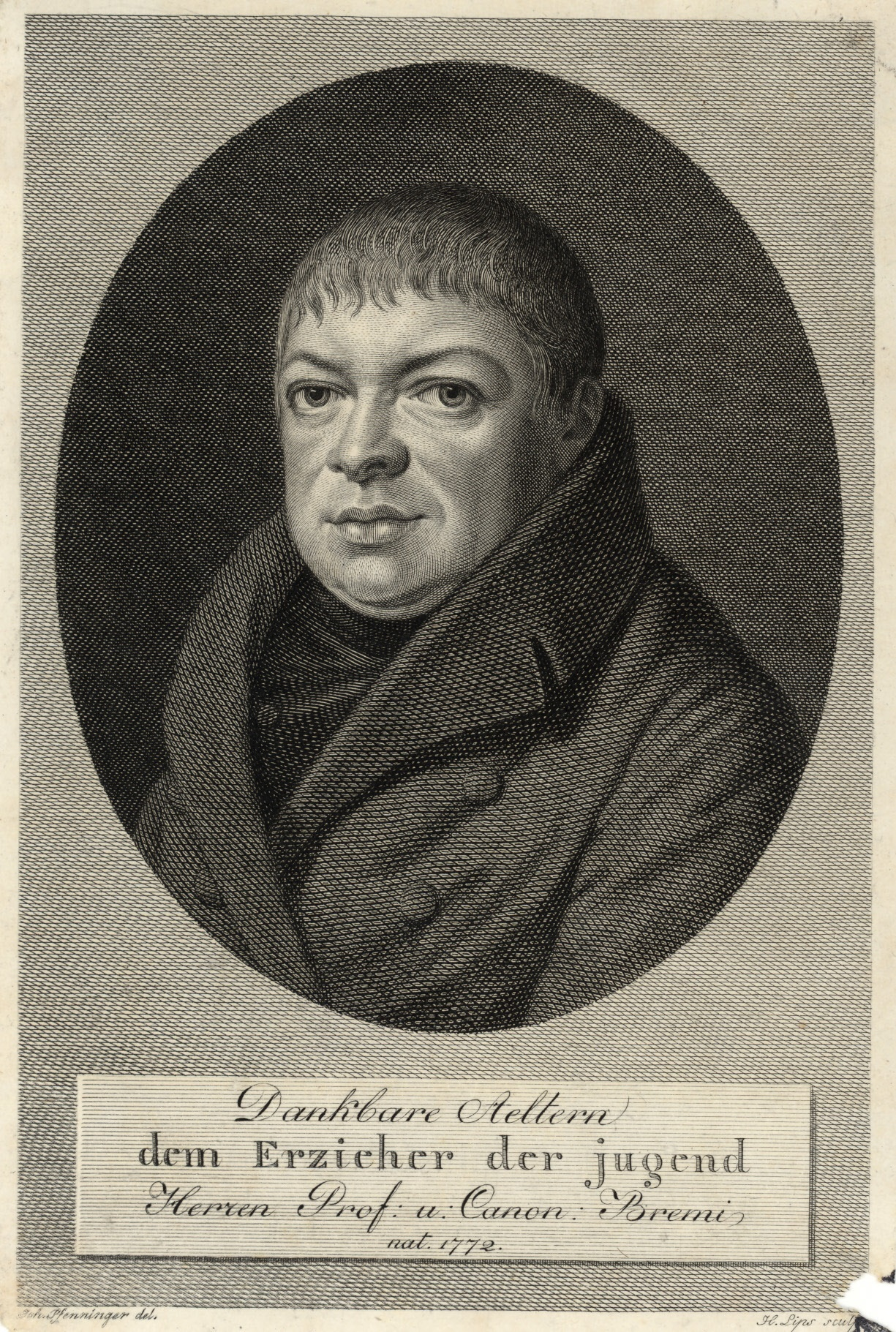
Undatiertes Porträt von Johann Heinrich Bremi; Kupferstich von Johannes Pfenninger nach einer Vorlage von Johann Heinrich Lips

Johann Heinrich Bremi (* 4. Dezember 1772 in Zürich; † 10. März 1837 ebenda) war ein Schweizer Altphilologe.
Johann Heinrich Bremi sollte zunächst Geistlicher werden, doch wandte er sich unter Einfluss von Johann Jakob Hottinger den alten Sprachen zu. 1793 ging er für ein Jahr an die Universität Halle, um dort Friedrich August Wolf zu hören. Bald nach der Rückkehr wurde Bremi Adjunkt der lateinischen Schule in Zürich. Er wurde 1800 Professor der Theologie am Zürcher Carolinum. Er lehrte sowohl am oberen als auch am unteren Collegium, an letzterem Katechetik. Den zweiten Lehrauftrag legte Bremi jedoch 1809 zugunsten eines Lehrauftrages für Altgriechisch an der Gelehrtenschule nieder. Bremi, der auch Chorherr in Zürich war, machte sich als Herausgeber antiker Texte und Übersetzer ins Deutsche um die Verbreitung der Texte verdient. Hier sind vor allem Texte von Cornelius Nepos, Sueton und Aischines zu nennen. Besonders nachhaltig war Bremis Nepos-Kommentar. Mit Johann Caspar von Orelli und Conrad Melchior Hirzel gründete er einen Griechenverein in Zürich, der sich der philhellenischen Idee verschrieben hatte. Der Verein war äusserst aktiv und hatte weit reichende Kontakte. Zudem war der patriotische Bremi Mitglied des 1798 im Zuge der Revolution in Zürich eingerichteten Erziehungsrates. Seit 1829 konnte er nach einem Schlaganfall nicht mehr sprechen. Sein beträchtliches Vermögen setzte Bremi in seiner Stadt vielfach zu wohltätigen Zwecken ein.
Bremi war mit Anna Regula (* 1769 in Zürich; † 1816), einer Tochter des Zürcher Antistes Johann Rudolf Ulrich, verheiratet.

## Schriften (Auswahl)
- Sueton: C. Suetonii Tranquilli Vitae XII Imperatorum, Ziegler, Zürich 1800
- Cornelius Nepos: De vita excellentium imperatorum, Ziegler, Zürich 1820 (digitalisiert bei Google Buchsuche)